# Erigone dumitrescuae
Espèce
Synonymes
- Erigone dumitrescui Georgescu, 1969

Erigone dumitrescuae est une espèce d'araignées aranéomorphes de la famille des Linyphiidae.

## Distribution
Cette espèce est endémique de Roumanie.

## Étymologie
Cette espèce est nommée en l'honneur de Margareta Dumitrescu.

## Publication originale
- Georgescu, 1969 : Asupra unor specii ale genului Erigone (Micriphantidae) din România. Travaux de L'Institut de Spéologie Emile Racovitza, vol. 8, p. 91-97.